# Harpactes whiteheadi
El trogón de Borneo o surucuá de cabeza blanca (Harpactes whiteheadi) es una especie de ave trogoniforme de la familia Trogonidae endémica de Borneo. Su nombre científico se debe al explorador británico John Whitehead (1860-1899).

## Descripción
Mide entre 29 y 31 cm de longitud, incluida su larga cola. Presenta dimorfismo sexual en su coloración. Los machos tienen el plumaje de la cabeza rojo, salvo la garganta que es negra. Su pecho es blanco y el resto de las partes inferiores son rojas. Su espalda es de color canela y sus alas son negras con bordes blancos en las plumas de vuelo. Las plumas centrales de su cola son de color castaño, las de los laterales son blancas y las intermedias negras. Presenta anillos oculares negros. Su pico es robusto y ligeramente curvado hacia abajo y de color negruzco azulado. Las hembras son de tonos ocres en las zonas rojas de los machos y la espalda.

## Distribución y hábitat
Se encuentra únicamente en el norte de la isla de Borneo, Su hábitat natural son las selvas húmedas de montaña. Está amenazado por la pérdida de hábitat.